# Himatione
Himatione – rodzaj małych ptaków z rodziny łuszczakowatych (Fringillidae).

## Występowanie
Rodzaj obejmuje gatunki występujące na Hawajach.

## Morfologia
Długość ciała 13 cm, masa ciała samców 16 g, samic 14,4 g.

## Systematyka

### Etymologia
Nazwa rodzajowa pochodzi od greckiego słowa ἱματιον himation, oznaczającego spartańską pelerynę wojskową, zawsze koloru krwistoczerwonego tak by ukryć rany, które mogą stanowić dla wroga zachętę do ataku (ἱμα hima, ἱματος himatos – „część garderoby”).

### Gatunek typowy
Certhia sanguinea Gmelin

### Podział systematyczny
Do rodzaju należą następujące gatunki:
- Himatione sanguinea (J.F. Gmelin, 1789) – hawajka karminowa
- Himatione fraithii Rothschild, 1892 – hawajka szkarłatna – takson wyodrębniony z H. sanguinea[4][7], wymarły w 1923 roku[8]